# 花梨镇
花梨镇，是中华人民共和国贵州省貴陽市开阳县下辖的一个乡镇级行政单位。
2012年12月24日，贵州省人民政府批复同意撤销花梨乡，设置花梨镇，镇人民政府驻花梨社区。

## 行政区划
花梨镇下辖以下地区：
花梨社区、花梨村、十字村、清江村、建中村、高坪村、新山村和翁昭村。